# 七夕の国
『七夕の国』（たなばたのくに）は、岩明均による超能力とミステリーを取り込んだ伝奇SF漫画作品。『ビッグコミックスピリッツ』（小学館）にて1996年第38号から1999年第6号にかけて不定期連載された。
1997年から1999年にかけてビッグコミックス（小学館）より全4巻が刊行され、2003年に同社より上下2巻の「完全版」が刊行されている。
2024年7月4日より、Disney+にて実写ドラマが配信開始。

## 物語
幼い頃、祖父から教わった「あらゆるものに小さな穴を開ける」という超能力を持つ大学生・南丸 洋二は、この使い道のない不思議な力を持てあまし、4年生になっても就職活動もろくにせず怠惰な学生生活を送っていた。
そんなある時、同じ大学の民俗学教授・丸神正美から突然の呼び出しを受け、研究室を訪ねる。当の丸神は不在であったが、丸神ゼミの講師・江見 早百合らと交流を重ねるうち、丸神も自分と似たような能力を持つらしいこと、丸神家と南丸家が東北地方のある豪族を共通の祖先にもつ可能性があること、当地の合戦場跡から穴の開いた甲冑や人骨が多数見つかっていることなどが判明する。
同じ頃、かつて「丸神の里」と呼ばれたその土地、現在のA県丸川町において、頭部が大きなスプーンで抉り取られたような「奇妙な死体」の殺人事件が発生した。自分の力と何か関係があるのか気になった南丸は、失踪した丸神の消息をつかむ目的を兼ね、丸神ゼミのメンバー達と共にその町を訪れる。
丸神教授の行方がつかめない中、喫茶店でアルバイトしている東丸 幸子に出会った南丸は、一目ぼれにも似た衝撃を受ける。その後、南丸が「超能力」の持ち主だと分かった途端、丸川町の住人たちは南丸を「殿様」扱いして優遇し始める。幸子は、南丸のことを「手のとどく者」だと告げる。(第1巻まで)

## 登場人物

### 主要人物
南丸 洋二（みなみまる ようじ）
本作の主人公で、通称「ナン丸」。大学4年生で「新技能開拓研究会」というサークルの部長を務めている。上述の通り自身が「超能力者」であるが故の部長だが、その超能力というにはあまりにも微妙な実情から、一部の後輩からは馬鹿にされている。楽天的でのんびりした性格だが、根はしっかりとした考えを持つ常識人。
丸神の里を訪れた後出会った東丸高志から力の本当の出し方を教わり興奮するが、力を悪用した詐欺の片棒を担がされるなど徐々にトラブルに巻き込まれていく。力の正体を知ってしばらくは「こんなすごい能力、何か実践的に運用しなければもったいない」とばかり考えていたが、様々な人の思惑、利害、欲望などを目の当たりにする体験を経たことで、結局は「こんな物に人間が振り回されるべきではない」という考えに至る。　　　
外部の勢力に加担し数々の事件を起こした丸神頼之と丸神山で対峙し、心のもやもやにケリをつけるという頼之との問答の末に幸子を救った。力を多用し始めて以降額が変形しかけ一時期バンダナを装着していたが「力を使わないでいたら自然に消えてしまった」ため、最後は初期の素顔だけに戻った。
丸神 正美（まるかみ まさみ）
南丸洋二が通う大学の歴史・民俗学の教授であり、丸神ゼミの講師。大学で南丸を呼び出したまま、丸川町で自分の家系について探るうち失踪する。「窓の外に手が届き、見ることができる」能力者の一人であり、南丸と同じ先祖をもつ。「手が届く」能力の使用による変異は南丸より大分強く、眼球の大きさや口元のサイズや構造に明確な変異がみられる。全体としてやや人間離れした容貌に傾いており、顔を隠すなどはしないものの物語後半ではっきりと顔を見てしまった江見が気絶している。
丸神 頼之（まるかみ よりゆき）
丸神家当主。里の神官を務めていたが、4年前に突如失踪。外部の勢力と手を組むという禁忌を犯し、一連の騒動を巻き起こした張本人。里の人間からは大変畏れられており、奔放な高志も頼之の言うことは素直に聞いた。「窓の外に手が届き、見ることができる」数少ない能力者であり、特に「手が届く」能力に関しては代々の神官の中でもずば抜けた能力を誇っていて、航空機や船などを丸ごと消し去るほど巨大なものから、小型のものを複数同時に操ることまで自在に行え、失踪までは里の希望の星として人々の期待を一身に背負う身だった。
おそらくは幼少時よりその能力を多用した影響からか、人間とはまるでかけ離れた容姿をしており、常にコートやマスクで全身を隠している。また手の変異も作中最も強い部類で、完全に機能する第六指が発生している。ただし自身を宇宙人呼ばわりした相手に「俺はこれでも日本人だぜ」と事もなげに言い返すなど、容姿による疎外感は特に感じていないようで、里の人間からも違和感なく受け入れられている。
物語のクライマックスで、「窓の外」を死ではなく新しい世界への入り口と解釈し、積年の鬱屈した感情から解放される為に極大の「窓の外」を作り向こう側へ行こうとする。その際幸子も一緒に行きかけたが、南丸が思いとどまらせ、結局頼之一人が消滅した。幸子が寸前に思いとどまったことに対して悪感情を抱くことはなく、消滅する寸前にも南丸も含めて「気が変わったら、あとからおいで」と言い残した。

### 丸神ゼミ
江見 早百合（えみ さゆり）
丸神ゼミの講師、年齢不詳。性格は明るく気丈であり、丸川町の祭りの最中、立入り禁止である丸神山へ登った際に村人に見つかるが、詫びつつも巧く言い包め、そういった場面にも馴れている様子を見せる。密かに丸神教授を慕っている。
桜木 知子（さくらぎ ともこ）
丸神ゼミのゼミ生。物語の終盤まで、南丸達と行動を共にする。
川出 正行（かわて まさゆき）
丸神ゼミの研究生。物語の序盤でのみ登場。
多賀谷 守（たがや まもる）
丸神ゼミのゼミ生。丸神教授から丸神山周辺の模型を制作するアルバイトを請け負っているが、丸神教授が失踪したことで製作報酬の40万円がどうなるかを気にしている。一見、特徴の無い性格に見えるが、桜木に「変な人」と言われている。密かに、江見早百合に惚れている。

### 丸川町の住人
東丸 幸子（ひがしまる さちこ）
丸川町の喫茶店の店員。「窓の外を見る」能力を持つが手は届かない。幼い頃、兄に虐待された過去があり、「手が届く」能力には否定的。また気丈な性格で、頼之を恐れないが「窓の外」に対する恐怖や拘束感のようなものを吐露しており、丸神の里の住人の行動心理の一端を垣間見ることができる。兄に対しては複雑な心境のようで「あいつにはまだ言うことが!」「一人で寂しく死んだんじゃないならいいんだ…」など、純粋な憎悪や忘却したいだけの対象ではないことをうかがわせる。
東丸 高志（ひがしまる たかし）
幸子の兄。お調子者で皮肉屋、かなりの短気と扱いにくい性格の持ち主。「窓の外に手が届く」能力を持ち、しばしばそれを誇示する。モラルが欠けており、かつては能力を使って妹を虐待していた。詐欺と知りながら超能力セミナーの片棒を担いでいる。他の能力者と同様の理由からか、頭部にバンダナを巻いている。彼自身は手に大きな変異を持たないが、「手が届く」能力の制御には人間に存在しない第六指が関与しているらしい事が彼の南丸に対する「六本目の指があるように」意識せよという能力使用へのアドバイスからもうかがえる。
東丸 隆三（ひがしまる りゅうぞう）
幸子の大伯父で現在の丸神の里の長。「窓の外に手が届き、見ることができる」能力者の一人で、丸神頼之から見て先代の神官にあたる。高齢で体が弱っており、作中では里の会合以外では床に伏せたままだった。人間とはかけ離れた容姿ではあるものの、丸神頼之と比較して人間に近くなっている。
早野 源一郎（はやの げんいちろう）
丸川町の町議。丸神教授の行方を調べに来た南丸達に、非協力的だった丸川町民の表面上の代表。南丸が丸神の血を引く者と知り、町民共々、協力的になる。南丸の正体を追うストーカーに対して犯罪とも取れる脅迫を行うなど、過激な面も見られる。
マスター
丸川町の住民。東丸幸子のアルバイト先の喫茶店の店主。東丸高志曰く「この店のコーヒーはまずい」らしい。
谷山（たにやま）
丸川町の住民。丸川町にやってきた丸神頼之に偶然会い、その言葉に恐れおののく。
八木原（やぎはら）
東丸高志の仕事上のパートナー。インチキ超能力セミナーで、プロデュース、司会進行役等を担当する。セミナーで説明する際、「手が届く能力」である球体を「ディメンション・ボール」と呼んでいる。また、その宣伝のため、東丸高志に「えぐり魔」作戦を提案する。
倉石 利男（くらいし としお）
年齢は51歳。丸川町で建設業を営む社長。丸川町のシンボルでもある「七ツ峰」に、ゴルフ場建設を計画していたが、頭部の半分をえぐられた変死体で発見される。

### 政府関係者
先生
先生と呼ばれる、政界の黒幕の立場と思われる人物。謎の男から丸神頼之を兵器として紹介されるが使いこなせずにもてあましたところを、頼之が作り上げた巨大な「手が届く」能力によって、住んでいた邸宅と共に消された。
玉部 敏郎（たまべ としろう）
参議院議員。謎の男による、丸神頼之の売り込みのための腕試しとして、右腕と下半身を残し殺害される。
謎の男
本名や年齢など、全て不明。丸神頼之のマネージャー的存在。特殊な戦闘部隊を引き連れることが出来る立場にあるらしい。当初は政府関係者のように装っていたが、実際には丸神頼之曰く「民間企業」ということで、政府機関とは無関係のようである。物語の終盤、丸神頼之によって殺害される。

### 新技能開拓研究会
浅野（あさの）
新技能開拓研究会の元会員。南丸の能力を役に立たないと罵倒し、研究会を去るが、後に高志が講師を務める超能力セミナーに傾倒している。
亜紀（あき）
苗字は不明。新技能開拓研究会の会員。男勝りで度胸があり、江見が丸神教授夫人にナイフで襲われそうになった際には、蹴りでナイフを弾き江見を救った。トレードマークは無地のTシャツとキャップ。
今村（いまむら）
新技能開拓研究会の会員。トレードマークは、メガネとニキビ。

### その他
ストーカーの男
南丸の子供救出事件の目撃者。南丸の正体を突き止めようと探るが、早野率いる丸川町の連中に「恥ずかしい写真」を撮られ、脅迫される。
丸神教授夫人
夫の失踪について江見に問いただすために大学へやって来るが、何も知らないと言う江見に対して逆上し、バッグに隠したナイフで江見に襲いかかる。

## 能力
この作品の舞台となる「丸神の里」の住民の中には、「窓の外を見る」「手が届く」能力を持つ者がいる。ただし能力者の大半は、窓の外は見ることが出来ても手が届かない者ばかりであり、2つを併せ持つことが丸神の里の神官になる資格となっている。
丸神正美教授は、その能力を丸神の里の住民に与えた者を「カササギ」と仮称している。カササギの正体は不明であるが、宇宙人であることが作中で暗示され、あるいは作中の人物がそう推測している。「窓の外を見る」能力は、人間にカササギへの忠誠心を強制的に植え付けるためのものであり、「手が届く」能力はカササギに忠誠心を植え付けられた人間に与えられた武器であると教授は推測している。
「窓の外を見る」
「窓をひらく」とも言う。「怖い夢」を見る、というのがそれである。その夢は、東丸幸子曰く、丸神の里の多くのものが共通して見るもので、口ではうまく説明できないらしい。一方で丸神教授は「夢の中にたまに現れ、手をさしのべてくれる『カササギ』を、この地（丸神の里）で待たずにはいられない」ためのものと推測した。
この能力を植え付けられた丸神の里の人間は、カササギが里に作った人工地形を忠実に守り続け、また毎年夏至をはさんだ7日間に「七夕祭り」を行い、カササギの来訪を待ち続けた。タイトルにある「七夕」との関連性は、物語の後半まで語られなかった。
「手が届く」
丸神の里の出身である一部の人間に備わった、あらゆる物を削る（消す）ことができる能力。「窓」と呼ばれる不可思議な模様の球体を作り出し、それを固体ないし液体である対象に当てると、「窓」の容量と同じだけの容積が消失する。消失時には強い光と音を発し、消失した空間に向けて風が吹く。対象が「窓」より大きな場合は、窓と同体積分を削る形になる。対象が「窓」より小さな場合は、周囲の他の物体（例えば対象が家であるなら地面）をあわせて消し去る。対象が「窓」より小さく、かつ空中にあって他の物体と接触していない場合は、作中の描写が無いので不明。なお対象に当てなくても、時間が経てば「窓」は空気との反応で消失する。球体を作り出すコツは「左右の手のひらの小指の外側に、もう一本、親指がある様にイメージする」こと。このコツを失伝していた南丸洋二の祖父や知る以前の洋二はほんの一瞬、しかも最小限の「窓」しか作り出せず、小さな穴を開けるのが精一杯だった。能力には個人差があり、東丸高志は野球ボール大、南丸洋二はスイカ程、丸神頼之は最大で半径数百メートル程の「窓」を作ることができる。さらに習熟を重ねた丸神頼之は壁を隔てた先の空間に作ったり、空中で固定したり、同時に何個も作ることができる。
東丸幸子によれば「手が届く」能力を持つ者は6人いる。早野が示した系図にはそのうち4人が記されており、丸神頼之、東丸隆三、東丸高志、そして幸子と高志の母親である。幸子と高志の母親は作中には登場せず名前も不明である。
この能力を使い続けると、額には血マメのようなものが出来て、次第に大きくなって宝石状となる。やがて目つきが変わり耳が尖っていき、能力使用時のイメージ通りに小指の外側に親指のような指が生え始める。さらに手の甲には異様な陥没状の皮膚変化が起き、最後には人間とはとても思えない容姿にまで変化する。ただし、南丸洋二は血マメ状の物ができた段階で能力を使うのをやめ、結果として元に戻った。
「窓」によって削られた（消された）物体や人間がどうなるかは、作中でも明らかになっていない。丸神教授は「窓」によって消す行為を「『窓の外』に突き落とす」と表現し、ダストシュートに例えている。だが丸神頼之は、「窓」の正体を、カササギが人間に与えてくれた「玄関」で、今までは何人もの人間を無傷でカササギの元に運ぶだけの能力が育たなかっただけではないか、自分にはその能力があると推測し、「窓」によって自らを消し去った。

## 書誌情報
- ビッグコミックス（1997年 - 1999年、小学館、全4巻）
  1. 1997年6月30日発売[4]、ISBN 4-09-184541-X
  2. 1998年3月30日発売[5]、ISBN 4-09-184542-8
  3. 1998年9月30日発売[5]、ISBN 4-09-184543-6
  4. 1999年2月26日発売[5]、ISBN 4-09-184544-4
- ビッグスピリッツコミックススペシャル（小学館、全2巻）：作者インタビューなどが追加されている。
  - 完全版 上巻 2003年11月刊行 ISBN 978-4-09-187731-4
  - 完全版 下巻 2003年11月刊行 ISBN 978-4-09-187732-1
- 小学館文庫 全3巻、解説：内田樹
  1. 2011年12月15日発売[6]、ISBN 978-4-09-196117-4
  2. 2012年1月14日発売[7]、ISBN 978-4-09-196118-1
  3. 2012年2月15日発売[8]、ISBN 978-4-09-196119-8

## 配信ドラマ
2024年7月4日より、Disney+内の「スター」にて独占配信中。主演は細田佳央太。

### キャスト（配信ドラマ）

#### 南丸家（配信ドラマ）
- 南丸洋二 / ナン丸 - 細田佳央太（幼少期：木村優来[9]）
- 南丸洋二の祖父 - 海老原正美
- 南丸洋二の母 - 村中玲子

#### 東丸家（配信ドラマ）
- 東丸幸子（喫茶「マルカミ」店員） - 藤野涼子[2]（幼少期：浅沼心[10]）
- 東丸高志（幸子の兄） - 上杉柊平[2]（少年期：近田聖[11]）
- 東丸隆三（幸子と高志の大伯父） - 伊武雅刀[2]
- 中沢タキ江（幸子と高志の祖母） - 朝加真由美[12]
- 東丸和彦（幸子と高志の父） - 忍成修吾[12]
- 東丸由紀子（幸子と高志の母） - 朝比奈彩[12]

#### 常都大学（配信ドラマ）

##### 新技能開拓研究会（配信ドラマ）
- 亜紀 - 鳴海唯[2]
- 浅野啓一 - 倉悠貴[12]
- 今村 - 加部亜門
- 宇田涼 - 浦上晟周[13]
- 倉森 - 大橋直樹[14]
- 村野あすか - 葵うたの[15]
- 山岸 - 那須愛理佳
- 横溝 - 矢野優花[16]
- 部員 - 西村成忠

##### 丸神ゼミ（配信ドラマ）
- 丸神正美（教授） - 三上博史[2]
- 江見早百合 - 木竜麻生[2]
- 多賀谷守 - 濱田龍臣[2]
- 桜木知子 - 西畑澪花[2]

#### 丸神の里（丸川町）の住民（配信ドラマ）
- 早野源一郎 - 谷川昭一朗[12]
- マスター（喫茶「マルカミ」） - 足立智充[12]
- 土田 - 大西武志[12]
- 谷山 - 政修二郎[12]
- 女将（旅館「峰屋」） - 山野海[17]
- 羽鳥よしえ - 仲野元子[18]
- 鹿島えりこ - 氏家恵[19]
- 鮎川涼子 - うみぐちうみ[20]
- 熊野 - 白神允[21]
- 鶴見 - 佐藤幾優[22]
- 海老沢 - 吉田ウーロン太[23]
- 犬井 - 沖田裕樹[24]
- 牛島 - 松澤仁晶[25]
- 町民 - 中野麻衣[26]、蒲生純一[27]、山内ナヲ[28]、三浦久枝[26]

#### 丸神家（配信ドラマ）
- 丸神頼之 - 山田孝之[2]

#### その他（配信ドラマ）
- 増元邦忠（東の手下） - 深水元基[2]
- 東 / “先生” - 中村育二[12]
- 八木原昭（新技能啓発セミナー 主催者） - 金田哲[12]
- 佐藤（刑事） - 石田法嗣[12]
- 丸神正美の妻 - 奥貫薫[12]
- 金村辰巳（刑事） - 金山一彦[12]
- 大下（五味清掃 アルバイト） - 篠原篤[12]

#### ゲスト（配信ドラマ）
第1話
- 島寺通康 - 平原テツ
- 元信 - 川村陽介
- 使者 - 嶺豪一
- 倉石利男〈51〉（黒嶺建設 社長） - 柳憂怜（最終話）
- アナウンサー - 丸山加奈子（第5話・第7話・第8話）

第2話
- 男性（祭りで東丸高志に因縁をつける男たち） - 三浦健人、横山涼、國本鍾建
- 横沢美奈 - 徳留歌織
- 刑事（秋田県警） - 日下部そう（第5話・第9話）、柴田明良（第5話・第9話）

第3話
- 増元の部下 - 蔵原健（第4話・第6話 - 最終話）、フェルナンデス直行（第4話・第7話）
- 玉部敏郎（参議院議員） - 高松克弥（第4話・第6話）

第4話
- 受講生（新技能啓発セミナー） - 津和野諒（第5話）、川合諒（第5話）
- 増元の部下 - 丸山佑亮（第6話 - 最終話）

第5話
- 後藤、広川（刑事） - 真寛、中田好人（第8話・最終話）
- 刑事課長 - 永井秀樹（第8話・最終話）
- 刑事 - 宮田佳典（第8話・最終話）、佐藤岳人（第8話・最終話）
- アナウンサー - 西谷祐紀子（最終話）、花岡けい子（第8話）、小磯一斉（第8話）
- リポーター - 末広ゆい
- 車に閉じ込められた子ども - 岩崎蒼維
- 子どもの母親 - 金子みひろ

第6話
- 使用人（東丸本家） - 志村彩佳、竹下かおり
- 事務員（五味清掃） - 金田誠一郎（第7話）

第7話
- 増元の部下 - 保土田充（第8話 - 最終話）、佐藤誠（第8話 - 最終話）、緒形敦

最終話
- 内閣総理大臣 - 板倉佳司
- 1000年前の村人 - 瀧七海
- 女性（物々交換マーケット） - 信川清順、上田遥

### スタッフ
- 原作 - 岩明均『七夕の国』（小学館刊）[60]
- 監督 - 瀧悠輔、佐野隆英、川井隼人[60]
- 脚本 - 三好晶子、安里麻里、瀧悠輔[60]
- 脚本協力 - 大江崇允[60]
- 音楽 - フジモトヨシタカ
- プロデューサー - 山本晃久（ウォルト・ディズニー・ジャパン）、若林雄介（Pipeline）
- プロデューサー - 中野剛（東映）、髙橋直也（東映）
- 製作著作 - 東映株式会社
- 企画協力 - ウォルト・ディズニー・ジャパン株式会社
- 制作プロダクション - Pipeline

### 配信日程
| 配信回 | 配信日  | サブタイトル         | 脚本            | 監督            | 配信時間 |
| ------ | ------- | -------------------- | --------------- | --------------- | -------- |
| 第1話  | 7月4日  | 超能力者             | 三好晶子 瀧悠輔 | 瀧悠輔          | 50分     |
| 第2話  | 7月4日  | 丸神の里             | 三好晶子 瀧悠輔 | 瀧悠輔          | 62分     |
| 第3話  | 7月4日  | 手がとどく           | 安里麻里 瀧悠輔 | 瀧悠輔 川井隼人 | 45分     |
| 第4話  | 7月11日 | 新技能啓発セミナー   | 安里麻里 瀧悠輔 | 瀧悠輔 川井隼人 | 40分     |
| 第5話  | 7月11日 | えぐり魔             | 三好晶子 瀧悠輔 | 佐野隆英        | 53分     |
| 第6話  | 7月18日 | 原則として秘密       | 三好晶子 瀧悠輔 | 瀧悠輔          | 54分     |
| 第7話  | 7月18日 | 進軍                 | 安里麻里 瀧悠輔 | 瀧悠輔 川井隼人 | 36分     |
| 第8話  | 7月25日 | 外からの力           | 安里麻里 瀧悠輔 | 瀧悠輔          | 39分     |
| 第9話  | 8月01日 | カササギからの贈り物 | 三好晶子 瀧悠輔 | 瀧悠輔          | 52分     |
| 最終話 | 8月08日 | 祭り                 | 三好晶子 瀧悠輔 | 瀧悠輔          | 49分     |